# Anthanassa aequatorialis
Anthanassa aequatorialis är en fjärilsart som beskrevs av Johannes Karl Max Röber 1913. Anthanassa aequatorialis ingår i släktet Anthanassa och familjen praktfjärilar. Inga underarter finns listade i Catalogue of Life.